# 北聖多明哥
18°33′N 69°54′W / 18.550°N 69.900°W
北聖多明哥（西班牙語：Santo Domingo Norte），是多明尼加共和國的城鎮，位於該國北部，由聖多明哥省負責管轄，面積388.96平方公里，2012年人口705,983，人口密度每平方公里1,800人。